# Poduszka dekoracyjna

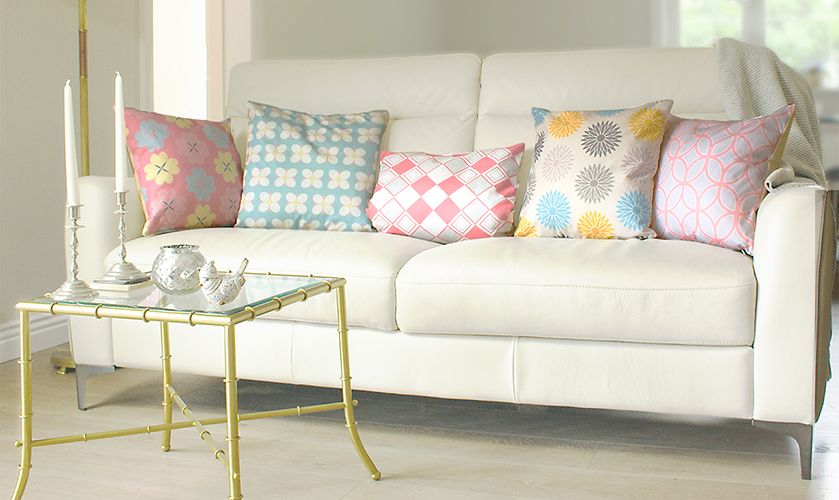
Kolorowe poduszki dekoracyjne na sofie

Poduszka dekoracyjna, lub poduszka ozdobna to niewielki, miękki przedmiot służący do dekoracji wnętrz wykonany z różnorodnych tkanin takich jak: bawełna, len, jedwab, skóra, mikrofibra, zamsz i aksamit. Poduszki ozdobne są popularnie używane jako kluczowy element aranżacji wnętrz i są dostępne w wielu rozmiarach, kształtach oraz zawierają często dekoracyjne detale takie jak frędzle i lamówki. Najczęściej spotykane poduszki są kwadratowe, w rozmiarach od 40 cm do 60 cm.
Poduszki dekoracyjne są zazwyczaj luźno umieszczane na sofach lub fotelach, ale też często stosuje się je na łóżkach, parapetach, a nawet podłodze. Poduszki ozdobne służą do celów estetyczych jak i funkcjonalnych. Używa się ich do wydobycia kolorystycznych akcentów panujących w pomieszczeniu, często nawiązując do koloru zasłon, ścian, dywanów oraz innych drobnych ozdób jak wazony itp. Jeżeli chodzi o funkcjonalność, poduszki dekoracyjne służą wygodzie i dają wsparcie dla pleców, szyi oraz głowy.
Najprostsze poduszki nie mają otwarcia, czyli nie zawierają wymiennego wypełnienia. Zazwyczaj poduszki mają wymienne poszewki oraz wkłady. Poszewka może wówczas być dowolnie wymieniana i prana, a wypełnienie zmienione na nowe jeśli zrobi się zbyt płaskie i bezkształtne. Poszewki na poduszki dekoracyjne są często sprzedawane osobno od wkładu. Takie poszewki zawierają zamek błyskawiczny zwykły bądź kryty.

## Wypełnienie poduszki dekoracyjnej
Poduszka dekoracyjna złożona jest z poszewki i wypełnienia. Jest ono zaprojektowane tak aby zmieścić się do poszewki i dobrze ją wypełnić dając w ten sposób cały kształt i miękkość typowy dla poduszki.
Wypełnienia zazwyczaj składają się z piór. Antyalergiczną alternatywą są natomiast wypełnienia poliestrowe z tzw. kulki bądź włókniny silikonowej.

## Zamek błyskawiczny kryty
Poduszki ozdobne w przypadku gdy mają wymienne wypełnienie mogą być zapinane na tzw. zamek kryty. Jest on prawie niewidoczny po prawej stronie poszewki.